# 塔巴斯
塔巴斯（波斯語：‎，羅馬化：Tabas），是伊朗的城市，位於該國東北部，由南呼罗珊省負責管轄，距離首都德黑蘭950公里，海拔高度667米，市內有兩間大學和機場設施，2006年人口30,681。